# 1984年ロサンゼルスオリンピックのケニア選手団
1984年ロサンゼルスオリンピックのケニア選手団（1984ねんロサンゼルスオリンピックのケニアせんしゅだん）は、1984年7月28日から8月12日にかけてアメリカ合衆国のロサンゼルスで開催された1984年ロサンゼルスオリンピックのケニア選手団、およびその競技結果。

## 概要
今大会は金メダル1個、銅メダル2個の合計3個のメダルを獲得した。

## メダル
| メダル | 選手名             | 競技       | 種目          |
| ------ | ------------------ | ---------- | ------------- |
| 金     | ジュリアス・コリル | 陸上       | 男子3000m障害 |
| 銅     | マイケル・ムスヨキ | 陸上       | 男子10000m    |
| 銅     | イブラヒム・ビラリ | ボクシング | 男子フライ級  |